# ХидраШок (патрон)
ХидраШок (патрон) на английски: Hydra-Shok е патрон с кух връх производство на фирмата Federal Premium Ammunition. Оригинално е патентован от дизайнера на муниции Tom Burczynski. Създаден е след като ФБР препоръчва през 1988 г. патрон с по-добра балистика от традиционната.

## Конструкция
Патронът ХидраШок представлява конструкция на патрон с кух връх, която съдържа ясно изразена подпора в основата на кухината. Тази конструкция прави тези проектил лесен за идентифициране при аутопсия на жертви на стрелба.